# Panthera onca hernandesii
Panthera onca hernandesii és una subespècie del jaguar (Panthera onca). Es troba a l'oest de l'altiplà central mexicà (des de Sinaloa fins a Golf de Tehuantepec i el sud de Guatemala). El seu límit de distribució ha reculat uns 1.000 km al sud de Sinaloa i Tamaulipas (Mèxic).